# Урзичени
О коммуне в жудеце Сату-Маре см. статью Урзичени (Сату-Маре).
Урзичени (рум. Urziceni) — город (муниципия) в румынском жудеце Яломица. Расположен в 60 километрах к северо-востоку от Бухареста.

## История
Название города происходит от слова «urzică» (крапива). Первое документальное упоминание об Урзичени датируется 23 апреля 1596 года. В 1716—1833 годах этот населённый пункт был столицей Яломицы, а в 1895 году получил статус города. 

## Спорт
Небольшой город получил европейскую известность из-за футбольного клуба «Униря», успешно выступившего в Лиге чемпионов УЕФА 2009—2010. Он играет на стадионе «Тинеретулуи», способном вместить 7 из 17 тысяч жителей города.